# بيرغر نيلسن
بيرغر نيلسن (بالنرويجية البوكمول: Birger Nilsen)‏ هو مصارع رياضي نرويجي، ولد في 10 أكتوبر 1896 في أوسلو في النرويج، وتوفي في 19 أكتوبر 1968.

## وصلات خارجية
- بيرغر نيلسن على موقع قاعدة بيانات المصارعة الدولية (الإنجليزية)
- بيرغر نيلسن على موقع اللجنة الأولمبية الدولية (الإنجليزية)
- بيرغر نيلسن على موقع أوليمبيديا (الإنجليزية)